# Гальчук Любомир Богданович
Любоми́р Богда́нович Гальчу́к (* 18 вересня 1981, Надвірна, Івано-Франківська область) — український футболіст, захисник футбольного клубу «Воркута» (Торонто).

## Життєпис
У футбол почав грати в Надвірній, у місцевому клубі «Бескид». Перший тренер — Богдан Гелевич. За «Бескид» Гальчук грав у обласній та аматорській лігах. За пропозицією свого тодішнього тренера Гальчук у 2002 році перейшов до луцької «Волині». Там він нечасто проходив до основного складу, перші два сезони грав переважно у фарм-клубі «Ковель-Волинь-2». За СК «Волинь-1» Любомир дебютував 20 травня 2002 року, вийшовши на заміну в домашньому матчі проти івано-франківського «Прикарпаття». Свій перший гол у професіональній кар'єрі він також забив, граючи за «Волинь» — 12 вересня 2004 року в матчі кубку України проти «Іллічівця». Навесні 2004 гравець виступав на правах оренди в «Поліссі» (Житомир).
Узимку 2005 роу Любомир Гальчук пристав на пропозицію тренера стрийського «Газовика-Скали» Богдана Бандури перейти до стрийського клубу, оскільки там йому було запропоновано місце в основному, а не в дублюючому, як у «Волині», складі. Попри фінансові проблеми, клуб демонстрував високі результати, і після кубкового матчу з маріупольським «Іллічівцем» Гальчука запросили до Маріуполя. Проте він так і не зіграв жодного офіційного матчу за основний склад клубу, граючи виключно за дубль.
З 2007 по 2011 рік виступав за ФК «Львів». У сезоні 2008/09 провів 15 матчів у Прем'єр-лізі, 1 матч у кубку України, 4 матчі в першості молодіжних складів. Отримав 3 жовтих картки.
Один із улюбленців фанів ФК «Львів». Під час зимової перерви в сезоні 2010/11 більшість основних футболістів «Львова» покинули клуб унаслідок скрутного фінансового становища. Гальчук перейшов до харківського «Геліоса», який тренував Роман Покора.
З липня 2015 року був гравцем футбольного клубу «Верес» (Рівне), який залишив у лютому 2016 року, отримавши пропозицію приїхати до Канади як граючий тренер.